# Phoenicopterus

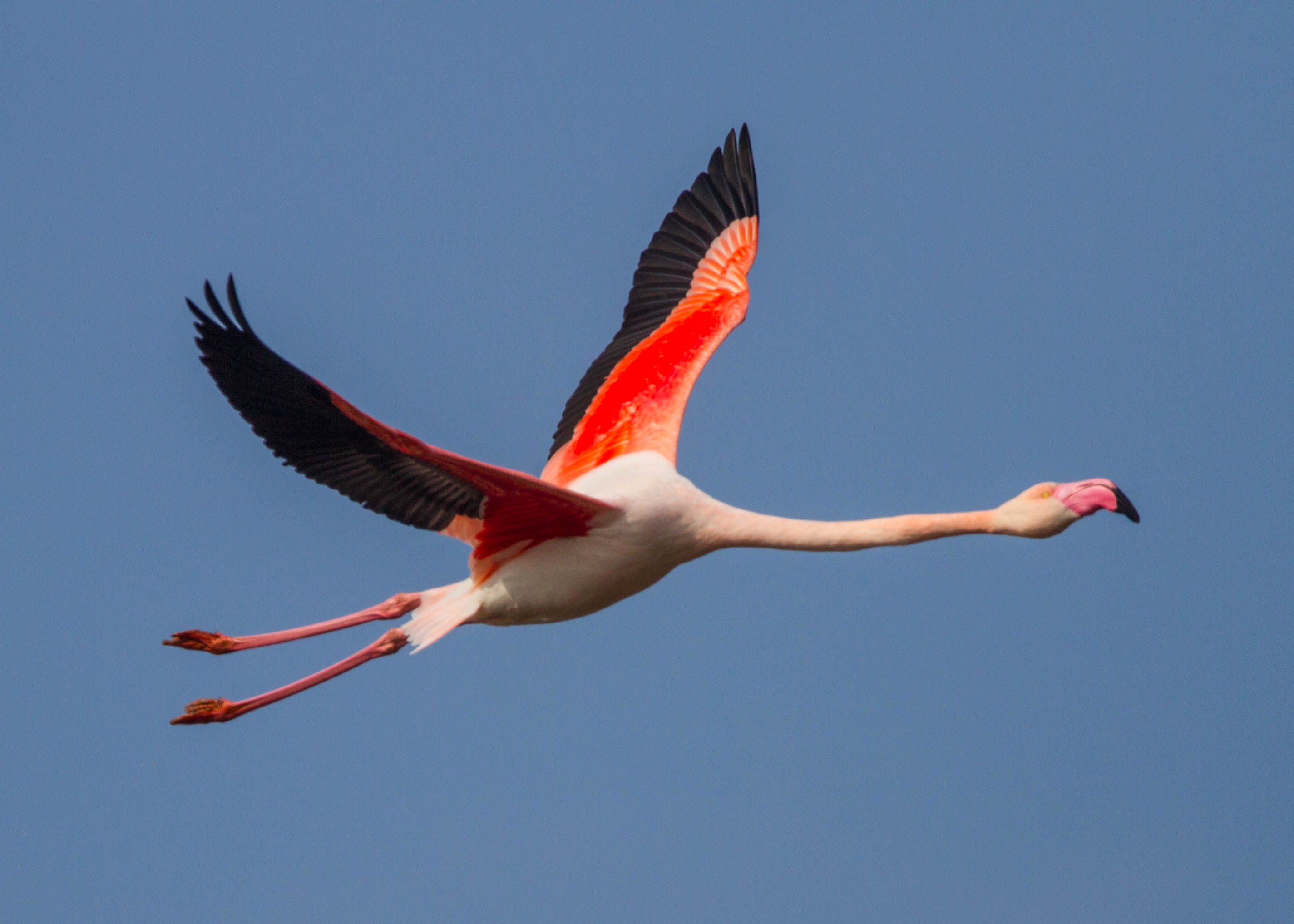
Flamenco europeo en vuelo.

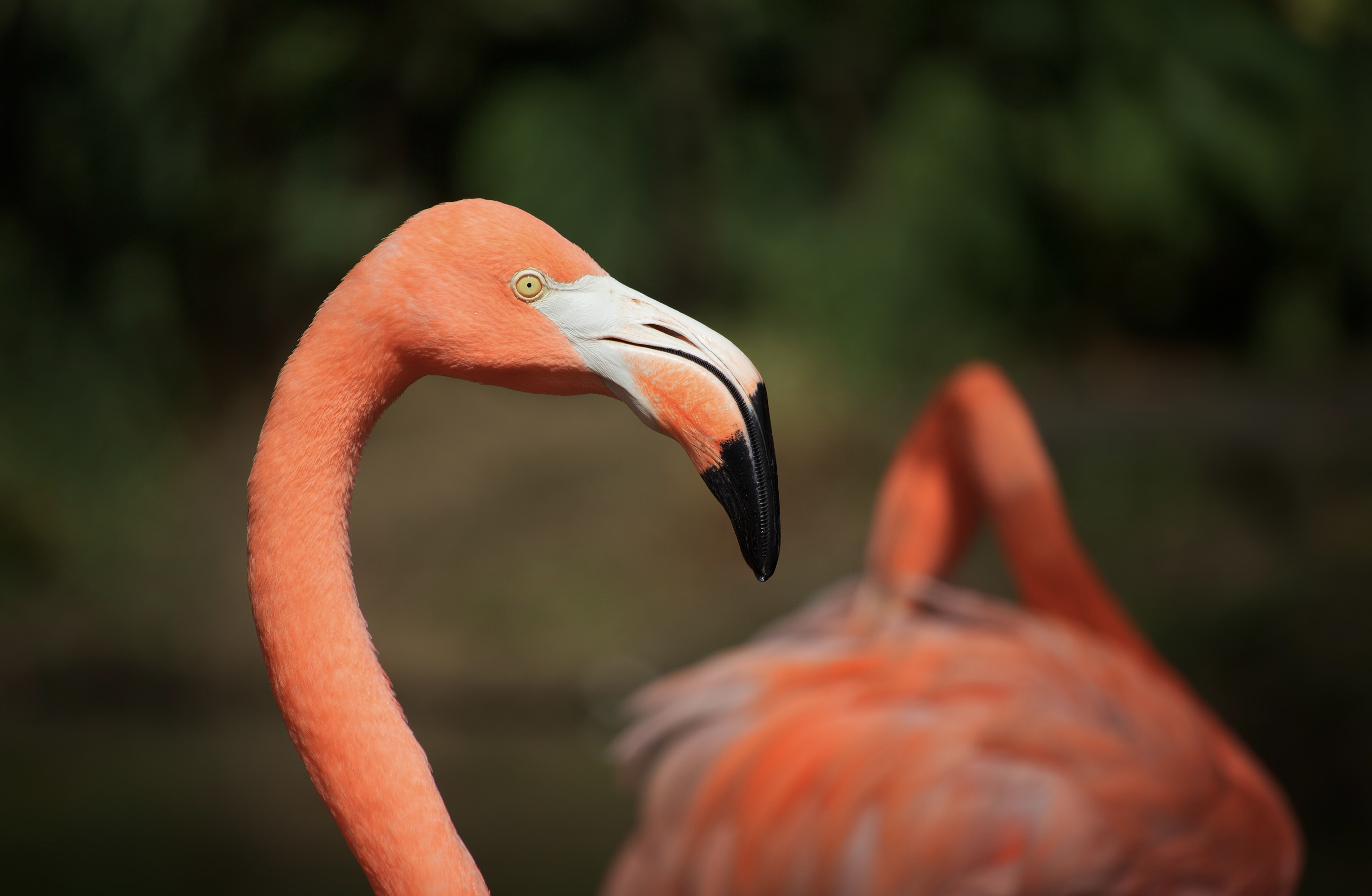
Flamenco rosado en Colombia

Los flamencos mayores (Phoenicopterus) son un género de aves neognatas de la familia Phoenicopteridae. Son aves que se distribuyen tanto por el hemisferio occidental como por el hemisferio oriental; existen dos especies en América y una en el Viejo Mundo. Tienen el cráneo desmognato holorrino, con dieciséis a veinte vértebras cervicales y pies anisodáctilos. 

## Morfología

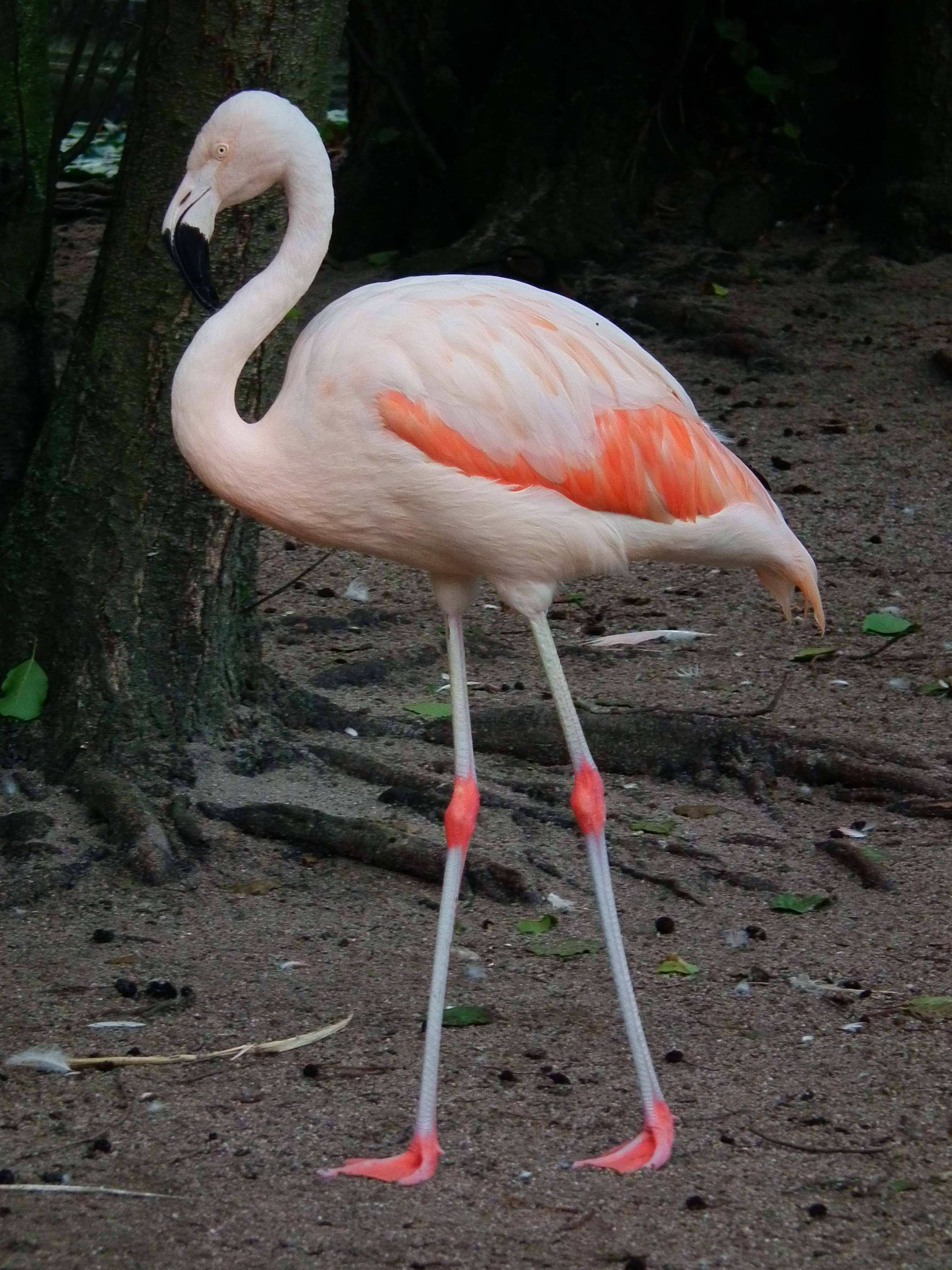
Flamenco chileno o austral.

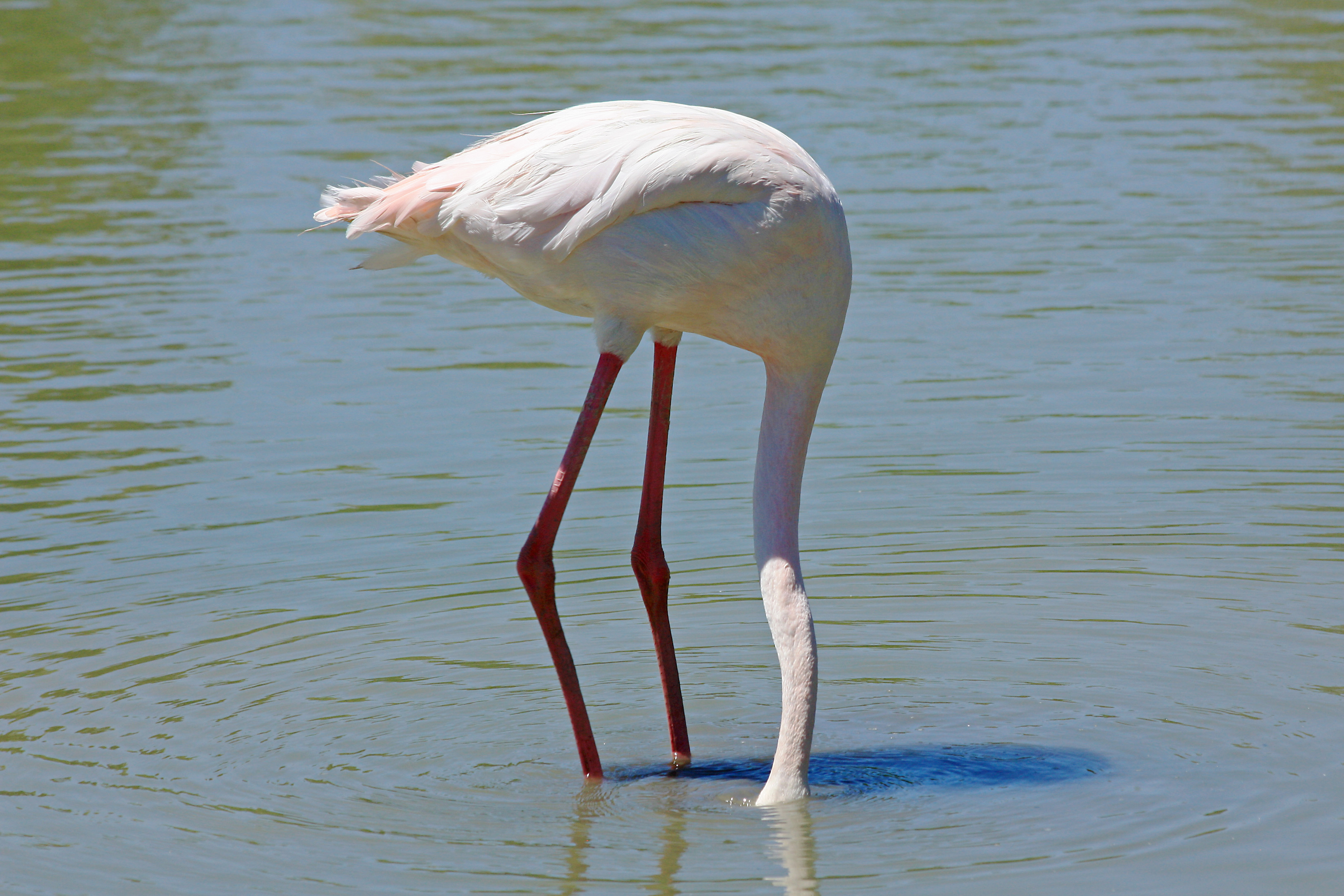
Flamenco europeo alimentándose.

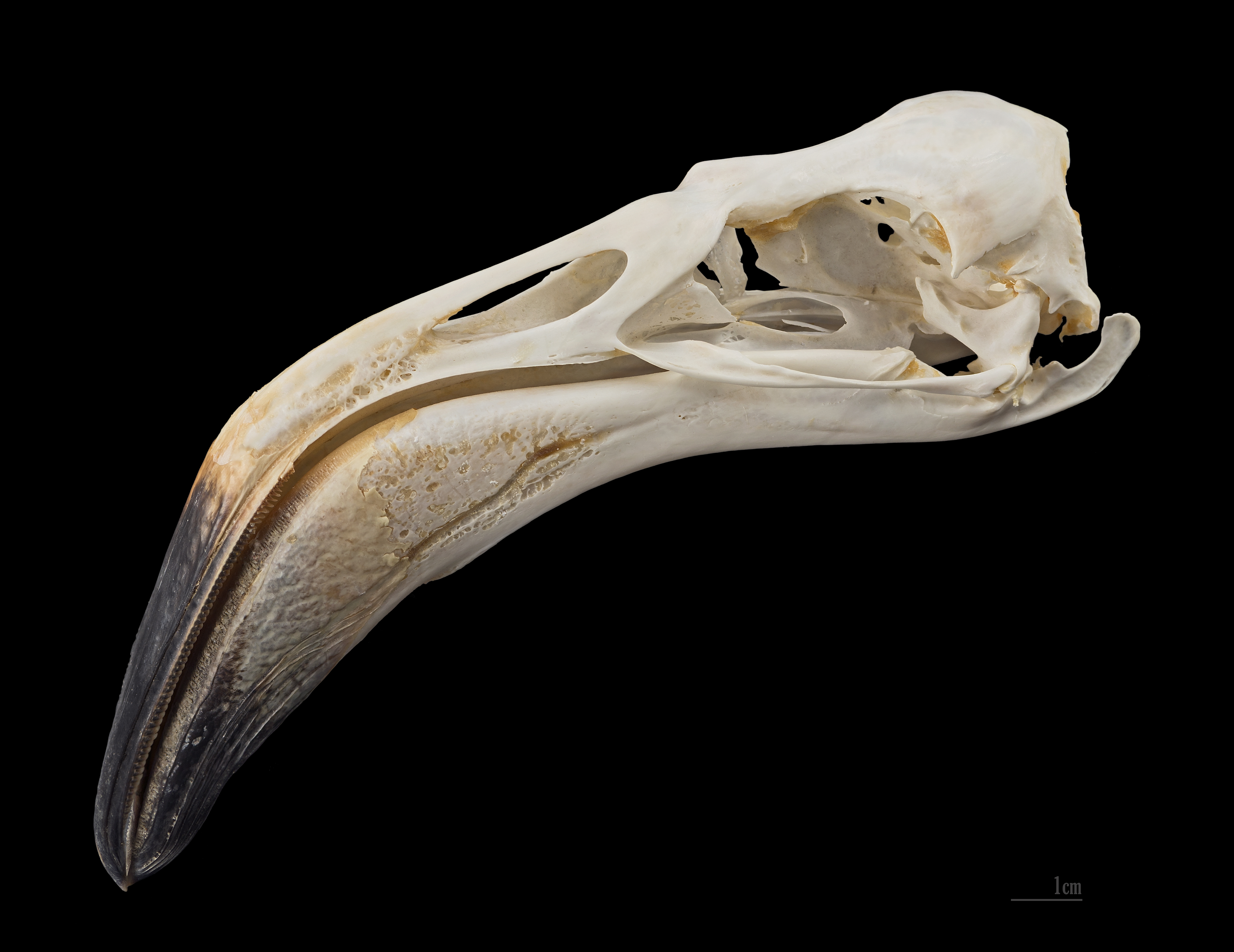
Cráneo de un flamenco del Caribe mostrando el especializado pico.

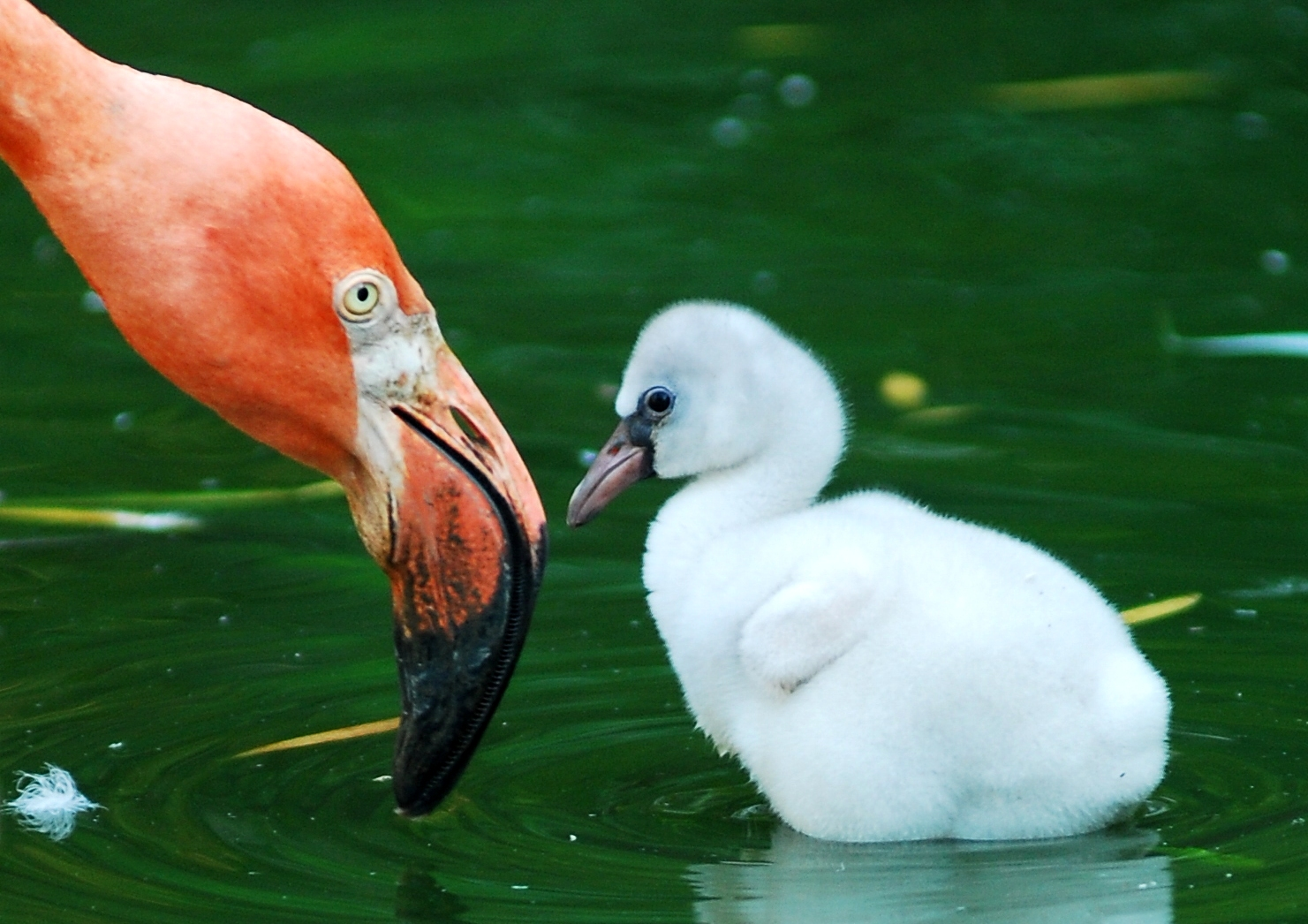
Cabeza de un flamenco del Caribe junto a un pichón.

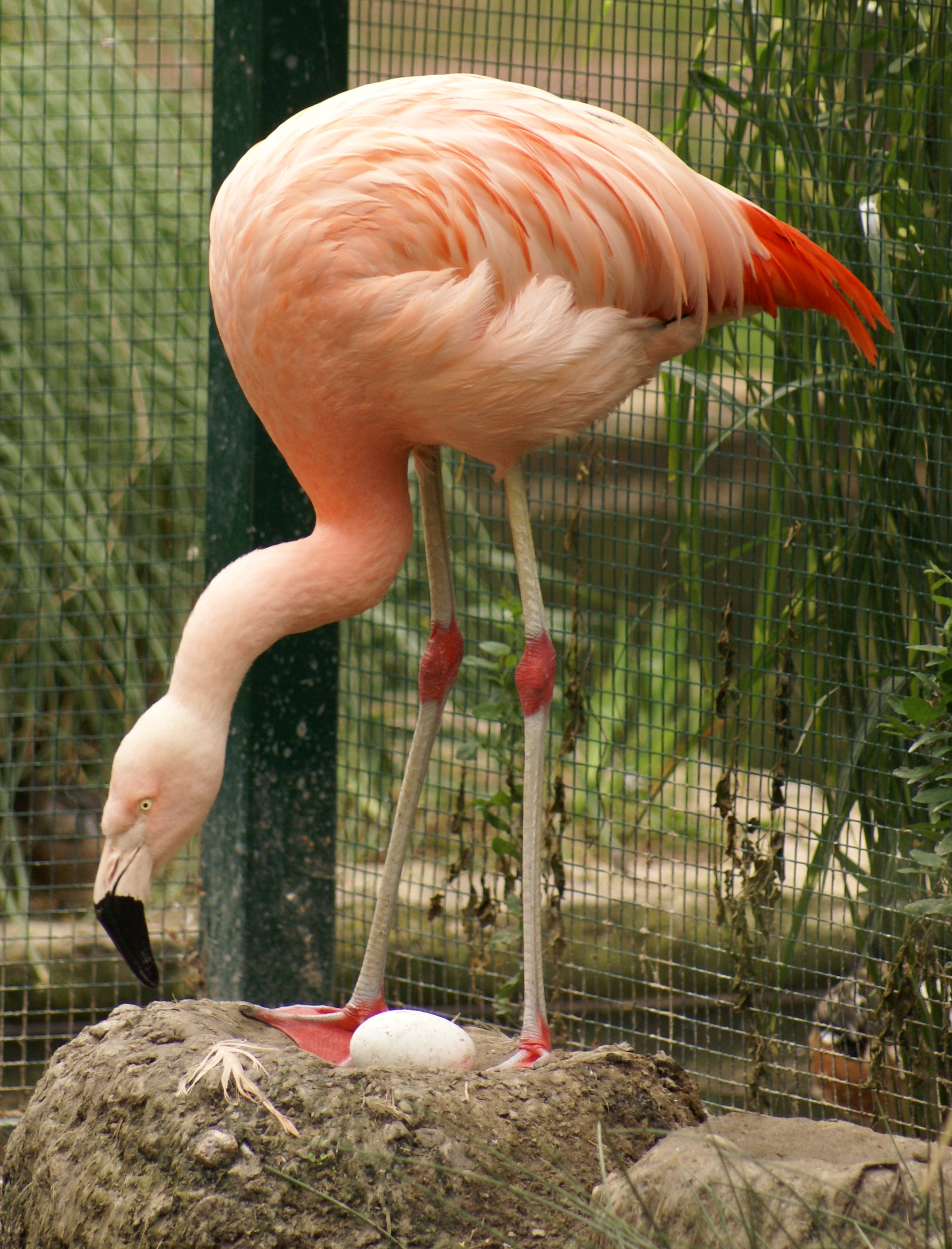
Flamenco chileno o austral con nido y huevo.

Se trata de aves muy esbeltas, de entre 80 cm y 1,40 m de largo, con patas muy largas y cuello largo. El pico es muy característico y perfectamente adaptado para hurgar en el barro. La mandíbula superior es de menor tamaño que la inferior que es la única móvil. El pico tiene una pronunciada curvatura hacia abajo y está dotado de unas laminillas internas para retener las sustancias alimenticias al filtrar el limo. Los pies tienen cuatro dedos, los tres delanteros unidos por una membrana y el posterior muy pequeño.
Todas las especies son de color rosa más o menos fuerte, desde el rosa claro casi blanco del flamenco europeo (Phoenicopterus roseus), hasta el color salmón del flamenco del Caribe (Phoenicopterus ruber.).
Mientras vuelan mantienen el cuello y las patas completamente estiradas.

## Ecología
Necesita grandes extensiones de agua poco profunda, normalmente salina, salobre o alcalina, desde el nivel del mar hasta los 5000 m s. n. m. Se encuentran en todos los continentes, a excepción de Oceanía. 
Hacen los nidos de barro, con forma de cono truncado, con la cima cóncava, donde ponen casi siempre un único huevo, blanco, que incuban durante unos treinta días. Los flamencos alimentan a sus crías con una “leche” similar a la de las palomas, pero con más grasa y menos proteínas, que es producida por glándulas ubicadas en la zona superior del tracto digestivo. Las crías son alimentadas con este producto durante unos dos meses, hasta que su pico está suficientemente desarrollado para filtrar el alimento.

## Alimentación
Los flamencos se alimentan, mediante filtración, de algas verdiazules, moluscos y crustáceos, principalmente del género Artemia, que filtran del barro y el agua con estructuras peludas en sus picos, que separan el barro y limo de la comida. Estas son las únicas aves que filtran la comida, según el mismo método que utilizan las ballenas. Para este filtrado, los flamencos sumergen su pico en el agua al revés y se llevan pequeñas plantas y pequeños animales filtrando el agua con esas pequeñas tiras (lamellas) y utilizando la lengua áspera y grande como pistón. Se alimentan en lagos poco profundos, a veces en grupos de hasta un millón de miembros.
El color rosado o rojizo de los flamencos proviene de las proteínas caroteno de su dieta de animales y plantas: el plancton. Estas proteínas se descomponen en pigmentos que son digeridos por enzimas. La fuente de esto varía según la especie y depende de la cantidad de color. Los flamencos cuya única dieta son algas verdiazules son más brillantes en comparación con aquellos que las toman como fuente secundaria (por ejemplo, de animales que han digerido algas verdiazules). Los flamencos de los zoológicos, que a menudo no obtienen la mejora del color en su dieta, pueden recibir el pigmento adicional "Cantaxantina".
Los flamencos producen "leche" a partir de glándulas en el sistema digestivo superior. Ambos padres alimentan a las crías con esta leche durante unos dos meses, hasta que la cría pueda filtrar el alimento por sí misma.

## Color
Las crías de flamenco salen del cascarón con el plumaje blanco, pero las plumas del adulto son de color rosa luminoso a rojo, debido a carotenoides obtenidos de su alimento. Un flamenco que se alimenta bien y es saludable es de color rosa luminoso a rojo. El flamenco más rosado es el más deseable como compañero. Un flamenco blanco o pálido está generalmente enfermo o puede haber sufrido alguna deficiencia nutricional.

## Ciclo de vida
Las especies más grandes se reproducen y se alimentan en zonas de aguas salobres. Construyen los nidos con barro compactado, al que dan forma de colina con la parte superior hueca, en la que ponen una única clara de huevo.

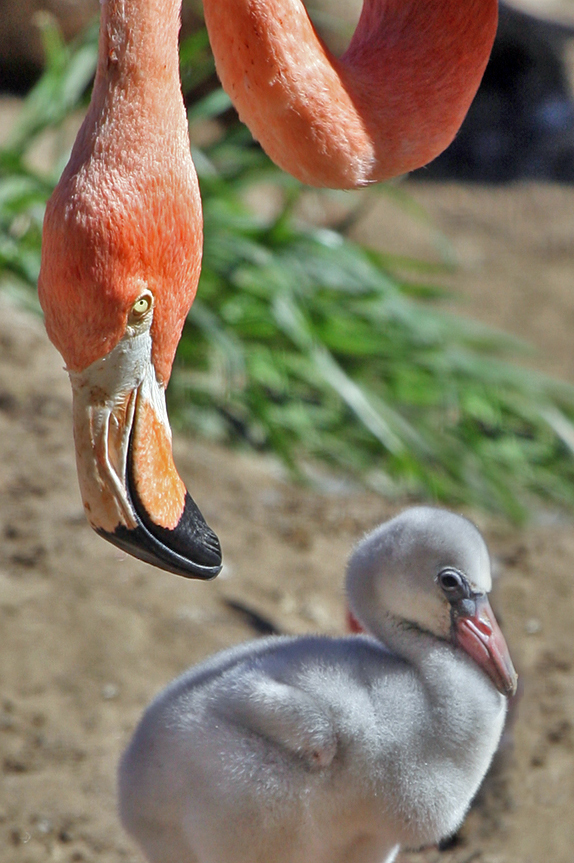
Flamenco rojo y descendencia.

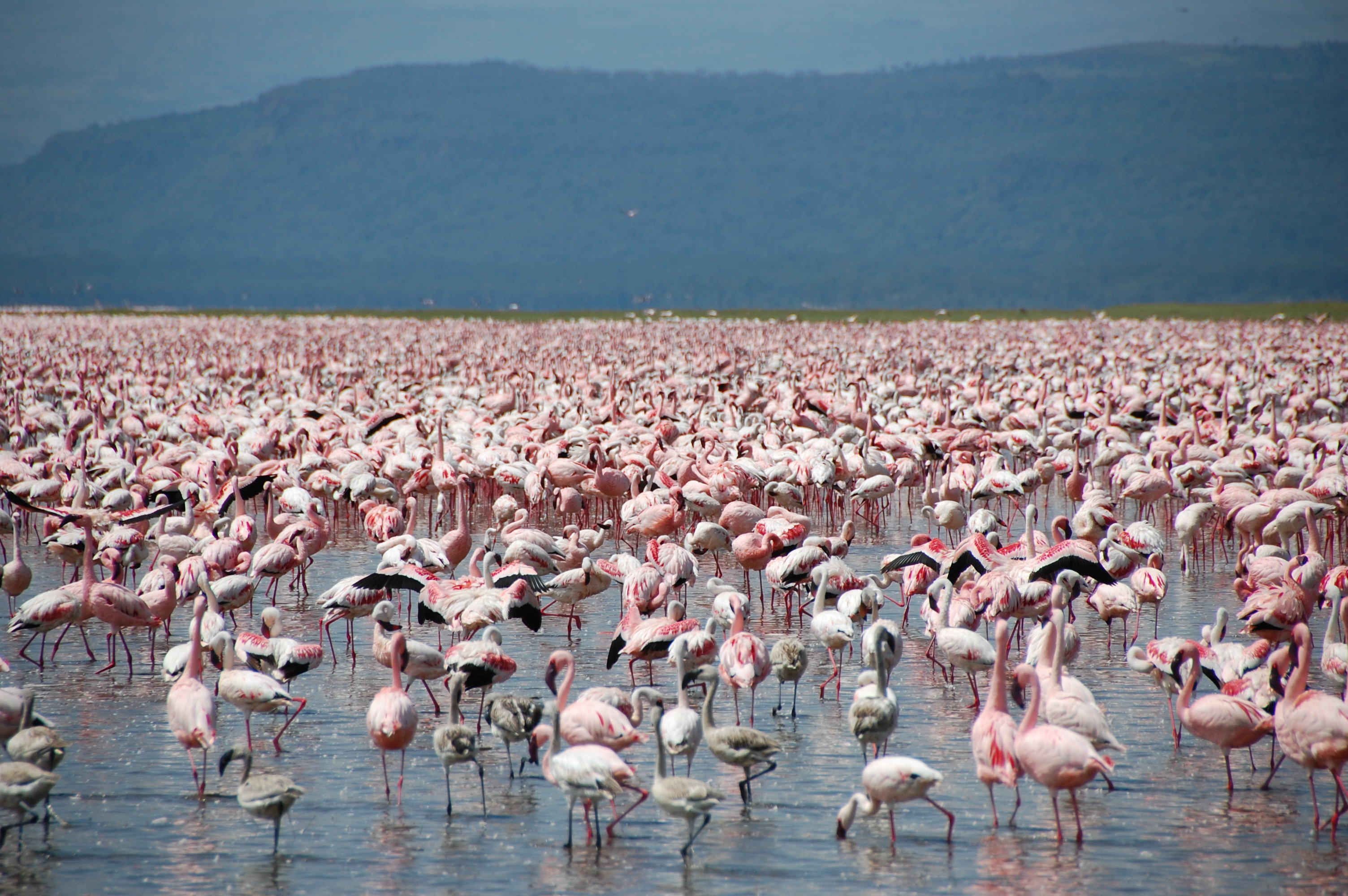
Colonia de flamencos en el Lago Nakuru.

Los flamencos son aves muy sociales que viven en colonias que pueden contar por miles. Estas grandes colonias aparentemente sirven a tres propósitos para los flamencos: evitar a los depredadores, expandir su alimento y utilizar los escasos sitios adecuados para anidar. La unidad social más básica y estable de los flamencos es la pareja que forman a partir de un macho y una hembra. Ese vínculo entre ellos tiende a ser fuerte; sin embargo, en colonias más grandes (donde hay más parejas elegibles), pueden ocurrir cambios de pareja. En parejas, tanto el macho como la hembra contribuyen a construir el nido para el huevo y defiéndelo Antes de reproducirse, las colonias de flamencos se dividen en grupos reproductores de entre 15 y 50 aves. Ambos sexos en estos grupos realizan exhibiciones coreográficas rituales sincronizadas. Estas ceremonias sirven tanto para estimular la anidación sincrónica como para establecer la formación de parejas en aves que aún no tienen pareja. El grupo flamenco se mantiene unido y se muestra levantando el cuello, seguido de una llamada inclinando la cabeza y posterior batir de alas. Estas exhibiciones ceremoniales aparentemente no ocurren dirigidas a un individuo sino que ocurren al azar.
Las parejas de flamencos establecen y defienden territorios de anidación. Localizan en el barro un lugar adecuado para construir el nido, que suele ser elegido por la hembra. La construcción del nido también puede verse interrumpida por otra pareja que intenta robar el sitio del nido. Los flamencos defienden ardientemente sus nidos y a sus crías. Después de la eclosión, el único esfuerzo de los padres es alimentarse. Los flamencos producen leche de buche, al igual que las palomas y las tortugas, gracias a la acción de una hormona llamada prolactina (ver Columbidae). Contiene más grasa y menos proteínas que este último y se produce en glándulas situadas en la parte superior del sistema digestivo, no exactamente en el cuerpo. Ambos padres cuidan de sus crías, y los flamencos jóvenes comen esta leche, que también contiene glóbulos rojos y blancos. Durante los primeros seis días, tanto los adultos como las crías permanecen en los sitios de anidación. Después de unos siete a veinte días, los polluelos comienzan a moverse y explorar su entorno. Después de dos semanas, los polluelos se unen a grupos llamados "pequeños viveros" y sus padres inmediatamente los abandonan en esos grupos. Más tarde, muchos viveros pequeños se unen para formar un vivero más grande que contiene miles de polluelos. Los polluelos que no permanecen en sus guarderías son vulnerables a los depredadores.

## Taxonomía
Especies vivientes

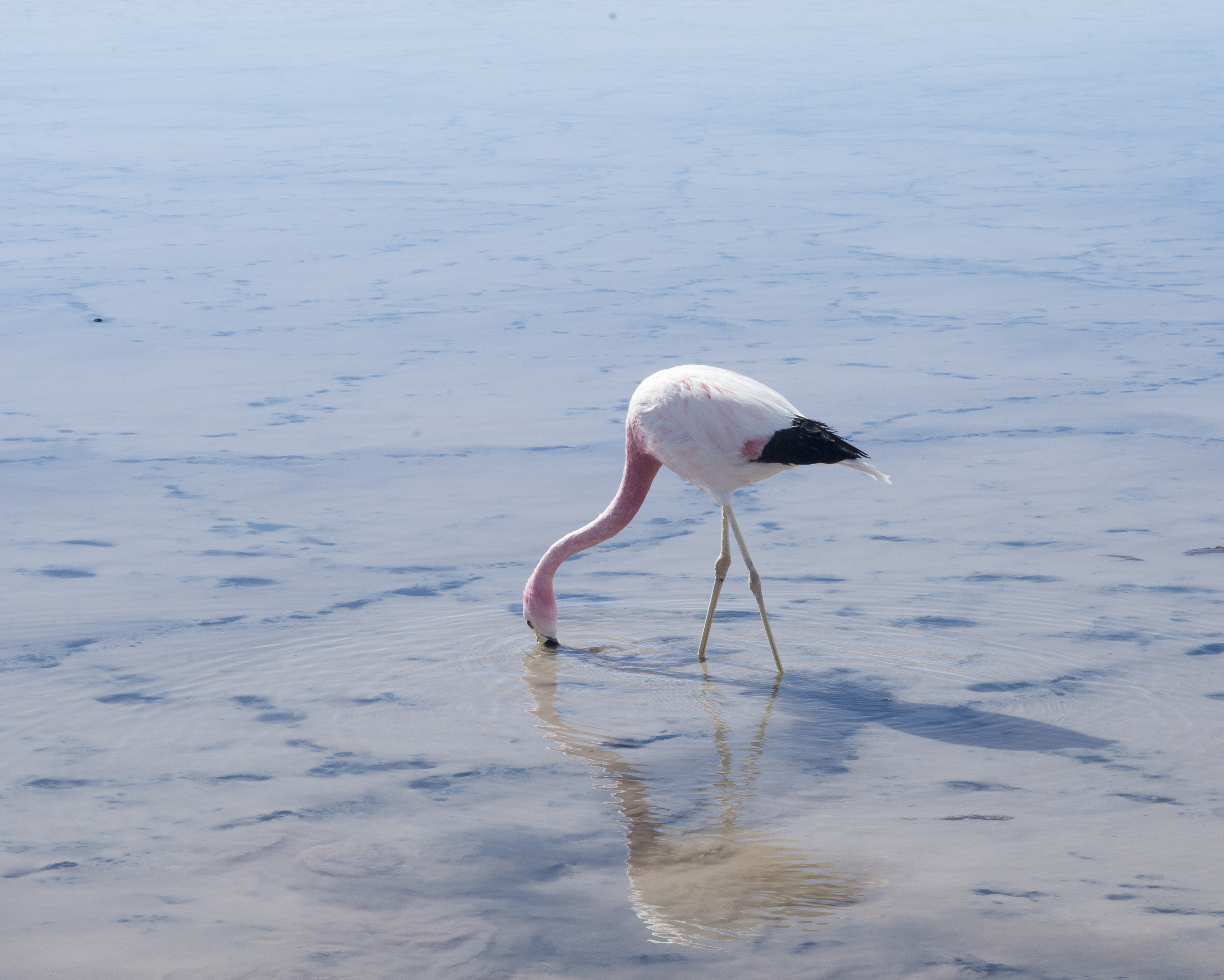
Flamenco andino, en San Pedro de Atacama

El género Phoenicopterus posee tres especies vivientes:
- Phoenicopterus chilensis, flamenco chileno, flamenco austral o parihuana, de Sudamérica austral (la especie más austral de la familia, tanto en su distribución de vida como en nidificación). Es la especie más pequeña en el género.
- Phoenicopterus roseus, flamenco común, de África, Asia y Europa. Es la especie de mayor tamaño en el género.
- Phoenicopterus ruber (flamenco rosado o americano), flamenco del Caribe, de Centroamérica y el norte de Sudamérica.

Especies fósiles
Además de las especies vivientes, fueron descritas numerosas especies solo en base al registro fósil:
- Phoenicopterus floridanus Brodkorb,1953 (Plioceno temprano de Florida)[11]
- Phoenicopterus stocki Miller, 1944 (Plioceno Medio de Rincón, Chihuahua, México)[12]
- Phoenicopterus copei Shufeldt, 1892 (Pleistoceno tardío de Oregón, en el oeste de Norteamérica y en el centro de México)[13]
- Phoenicopterus minutus Howard, 1955 (Pleistoceno Superior de California, EE. UU.)[14]
- Phoenicopterus eyrensis (Oligoceno tardío de Australia Meridional).[15]

Relaciones taxonómicas
Phoenicopterus se separa de Phoenicoparrus, entre otras características, por presentar una estructura del pico bastante diferente, ya que es más primitiva, solo adecuada para capturar presas más grandes, como moluscos y crustáceos. Además, posee hallux, uno de los dedos del pie. La estructura del pico en Phoenicoparrus es profundamente aquillada con un aparato filtrador más especializado, con bulbo en sección transversal apto para la capturar de presas muy pequeñas, como algas verde-azules y diatomeas.
Como la importancia de estas características en la designación de un género propio había sido puesta en duda, y apoyándose en lo determinado por un análisis de hibridación ADN-ADN publicado en el año 1990 el cual había encontrado pequeñas distancias genéticas entre todos los representantes de la familia, Phoenicoparrus pasó a la sinonimia de Phoenicopterus.
Esta consideración fue la utilizada hasta que nuevos y más completos estudios genéticos de todos los taxones de la familia empleando muestras de doce loci nucleares y dos loci mitocondriales, generaron un robusto árbol filogenético con un alto nivel de soporte mediante el método Bootstrap de parsimonia y máxima verosimilitud. Encontraron una profunda separación entre los flamencos mayores y menores, lo que justificó que sean nuevamente divididos en al menos dos géneros, al fusionar al monotípico género Phoeniconaias (con su única especie: Phoeniconaias minor) en Phoenicoparrus, al ser apenas diferenciable por presentar el faltante dedo del pie de las parinas sudamericanas, si bien su tamaño es reducido. está última especie, al igual que las parinas sudamericanas eran incluidas en el género Phoenicopterus.
Los clados de Phoenicoparrus y Phoenicopterus divergieron en el Plioceno o en el Pleistoceno temprano (1,7 a 3,9 millones de años atrás).

### Fósiles

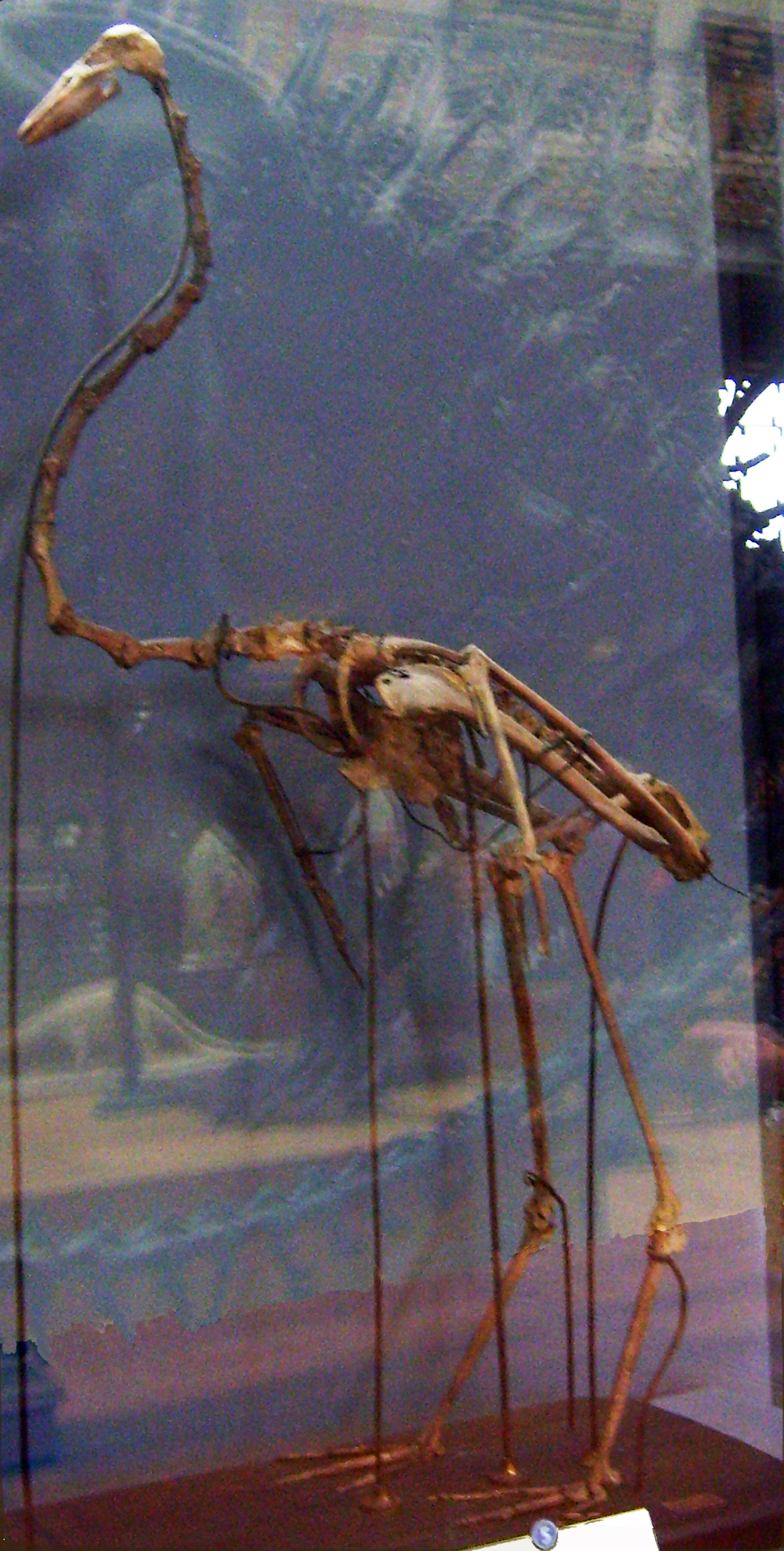
Fósil de Palaelodus ambiguus de los Palaelodidae o "flamencos nadadores".

Los flamencos están bien atestiguados en el registro fósil, y el primer miembro inconfundible de la familia actual serían los flamencos Elornis conocidos del [[Eoceno] tardío]. Un número considerable de aves poco conocidas de finales del Cretácico a veces se consideran ancestros de los flamencos. Estos incluirían los géneros Torotix, Scaniornis, Gallornis, Agnopterus, Tiliornis, Juncitarsus y Kashinia; estos muestran una mezcla de caracteres y son altamente plesiomórficos en comparación con las aves modernas. (El supuesto "flamenco del Cretácico" "Parascaniornis" es en realidad sinónimo de "Baptornis" y no un pariente cercano de ningún ave viva). Se cree que una familia extinta de peculiares "flamencos nadadores", a saber, Palaelodidae, está relacionada con los flamencos modernos o, en realidad, son sus antepasados. Esto a veces es rechazado por los opni, porque el fósil "Elornis" es un poco anterior a los flamencos paleoldados. Existe una serie completa de fósiles del género Phoenicopterus. La sistemática de los flamencos prehistóricos conocida sólo a partir de fósiles es la siguiente:
- Aves
  - Elornis (¿Eoceno medio – Oligoceno temprano) – incluye Actiornis[20]
  - Flamencos sendet. gen. y sp. (¿Camacho Medio? – ¿Mioceno tardío? de San José, Uruguay)[21]
  - Especies prehistóricas de "Phoeniconotius" o "Phoenicopterus":
    - Phoenicopterus croizeti (Oligoceno medio – Mioceno medio de Europa C)
    - Phoenicopterus floridanus (Plioceno temprano de Florida)
    - Phoenicopterus stocki (Plioceno Medio de Rincón, México)
    - Phoenicopterus copei (Pleistoceno tardío de Ocho América del Norte y C México)
    - Phoenicopterus minutus (Pleistoceno tardío de California, EE. UU.)
    - Phoenicopterus aethiopicus
    - Phoenicopterus eyrensis (Oligoceno tardío de Australia del Sur)